# Ruskington
Ruskington är en ort och civil parish i Storbritannien.   Den ligger i grevskapet Lincolnshire och riksdelen England, i den sydöstra delen av landet, 170 km norr om huvudstaden London. Ruskington ligger 14 meter över havet och antalet invånare är 5 060.
Terrängen runt Ruskington är platt, och sluttar österut. Runt Ruskington är det ganska tätbefolkat, med 108 invånare per kvadratkilometer. Närmaste större samhälle är Sleaford, 5,4 km söder om Ruskington. Trakten runt Ruskington består till största delen av jordbruksmark.